# Валансьен (кантон)
Valenciennes (фр. Bailleul) — кантон во Франции, находится в регионе О-де-Франс, департамент Нор.

## История
Кантон образован в результате реформы 2015 года.

## Состав кантона
В состав кантона входят коммуны (население по данным Национального института статистики Архивная копия от 23 февраля 2020 на Wayback Machine за 2017 г.):
- Валансьен (43 336 чел.)
- Сен-Сольв (11 207 чел.)

## Политика
На президентских выборах 2022 г. жители кантона отдали в 1-м туре Эмманюэлю Макрону 28,8 % голосов против 26,2 % у Марин Ле Пен и 21,0 % у Жана-Люка Меланшона; во 2-м туре в кантоне победил Макрон, получивший 56,2 % голосов. (2017 год. 1 тур: Марин Ле Пен – 24,6 %, Эмманюэль Макрон – 21,8 %, Франсуа Фийон – 21,0 %, Жан-Люк Меланшон – 19,9 %; 2 тур: Макрон – 61,4 %. 2012 год. 1 тур: Николя Саркози — 29,7 %, Франсуа Олланд — 25,0 %, Марин Ле Пен — 19,3 %; 2 тур: Саркози — 52,0 %).
С 2021 года кантон в Совете департамента Нор представляют мэр Валансьена Лоран Дегалле (Laurent Degallaix) (Радикальное движение) и вице-президент Сената Франции Валери Летар (Союз демократов и независимых).
|                | Кандидаты                   | Партия                   | Первый тур | Первый тур     | Второй тур | Второй тур |
| Кол-во голосов | Кандидаты                   | Партия                   | % голосов  | Кол-во голосов | % голосов  |            |
| -------------- | --------------------------- | ------------------------ | ---------- | -------------- | ---------- | ---------- |
|                | Лоран Дегалле Валери Летар  | Правоцентристский блок   | 3 789      | 36,98          | 5 342      | 52,17      |
|                | Ив Дюзар Женевьев Маннарино | Правый блок              | 2 847      | 27,79          | 4 898      | 47,83      |
|                | Бертран Кюло Шанталь Плаке  | Национальное объединение | 1 680      | 16,40          |            |            |
|                | Кантен Омон Люс Троадек     | Левый блок – Зелёные     | 1 634      | 15,95          |            |            |
|                | Валери Кодрон Лоран Ласлен  | Разные правые            | 296        | 2,89           |            |            |

|                | Кандидаты                       | Партия                  | Первый тур | Первый тур     | Второй тур | Второй тур |
| Кол-во голосов | Кандидаты                       | Партия                  | % голосов  | Кол-во голосов | % голосов  |            |
| -------------- | ------------------------------- | ----------------------- | ---------- | -------------- | ---------- | ---------- |
|                | Ив Дюзар Женевьев Маннарино     | Правый блок             | 5 889      | 43,26          | 8 481      | 66,12      |
|                | Марк Калонн Валери Кодрон       | Национальный фронт      | 4 070      | 29,90          | 4 345      | 33,88      |
|                | Кристин Лоран Лоран Ригаль      | Социалистическая партия | 2 243      | 16,48          |            |            |
|                | Пьер Марсегуэрра Кароль Морейра | Левый фронт             | 1 411      | 10,37          |            |            |